# Ɔ̍
Ɔ̍ (minuscule : ɔ̍), appelé O ouvert ligne verticale, est une lettre latine utilisée dans l’orthographe standardisée des langues du Congo-Kinshasa dont le ngbaka minangende, ou encore dans l’écriture du yala au Nigeria.
Elle est formée de la lettre O ouvert avec une ligne verticale.

## Utilisation
En ngbaka minangende, le ‹ ɔ̍ › est utilisé dans les ouvrages linguistiques pour représenter la voyelle /ɔ/ avec un ton moyen ; le ton est indiqué à l’aide de la ligne verticale. Dans l’orthographe, le ton est habituellement indiqué uniquement lorsqu’il y a ambigüité.

## Représentations informatiques
Le O ouvert ligne verticale peut être représenté avec les caractères Unicode suivants : 
- décomposé (supplément latin-1, alphabet phonétique international, diacritiques)[1],[2],[3] :

| formes    | représentations | chaînes de caractères | points de code | descriptions                                                         |
| --------- | --------------- | --------------------- | -------------- | -------------------------------------------------------------------- |
| capitale  | Ɔ̍               | Ɔ◌̍                    | U+0186 U+030D  | lettre majuscule latine o ouvert diacritique ligne verticale en chef |
| minuscule | ɔ̍               | ɔ◌̍                    | U+0254 U+030D  | lettre minuscule latine o ouvert diacritique ligne verticale en chef |